# Join-Algorithmus
Ein Join-Algorithmus ist eine Strategie (Algorithmus) zur Implementierung von Joins in relationalen Datenbanken.
Die optimale Strategie hängt von Größe und Struktur der am Join beteiligten Relationen, verwendeten oder verwendbaren Indizes, der Größe des Hauptspeichers als auch der Join-Art (Natural Join, θ-Join oder Equi-Join) ab.

## Nested Loop Join
Es werden nacheinander alle Tupel aus der Relation {\displaystyle {\mathit {R}}} ausgewählt und mit jedem Tupel aus der Relation {\displaystyle {\mathit {S}}} verglichen.
Der Algorithmus eignet sich für jeden Join und ist auf mehrere Relationen erweiterbar.

### Pseudocode
Umsetzung von {\displaystyle R\bowtie _{R.a\theta S.b}S} mit {\displaystyle {\mathit {R}}} als äußerer Relation und {\displaystyle {\mathit {S}}} als innerer Relation mithilfe zweier geschachtelter Schleifen (nested loops) in Pseudocode:
```
  
foreach
 
r
 
in
 
R
 
do

    
foreach
 
s
 
in
 
S
 
do

      
if
 
r
.
a
 
θ
 
s
.
b
 
do

        
⇒
 
Ausgabe
 
von
 
(
r
,
s
)

      
endif

    
end
 
foreach

  
end
 
foreach

```

### Bewertung
Da alle Tupel im Kreuzprodukt miteinander verknüpft werden, ergibt sich ein Rechenaufwand von {\displaystyle {\mathcal {O}}(|R|\cdot |S|)}.
Die Anzahl der zu lesenden Blöcke ist im Worst Case {\displaystyle |R|\cdot b_{s}+b_{r}}, da für jedes Tupel in R alle Blöcke von S erneut geladen werden. Passen beide Relationen in den Speicher, dann müssen für diesen Best Case {\displaystyle b_{s}+b_{r}} Blöcke gelesen werden.
Passt eine der Relationen komplett in den Speicher, so wird sie als innere Relation ausgewählt, ansonsten ist es sinnvoller, die kleinere Relation als äußere Relation zu wählen.

### Varianten
Beim Index Nested Loop Join werden vorhandene oder erstellte Indizes abgeglichen. Die Anzahl der Blockzugriffe hängt dann von Größe und Aufbau der Indexstrukturen ab.

## Block Nested Loop Join
Im Fall, dass beide Relationen {\displaystyle {\mathit {R}}} und {\displaystyle {\mathit {S}}} nicht in den Hauptspeicher passen, verbessert ein blockweiser Vergleich den Nested Loop Join.
Der Algorithmus eignet sich für jeden Join.

### Pseudocode
Umsetzung von {\displaystyle R\bowtie _{R.a\theta S.a}S} in Pseudocode:
```
  
foreach
 
Block_r
 
in
 
R
 
do

    
foreach
 
Block_s
 
in
 
S
 
do

      
foreach
 
r
 
in
 
Block_r
 
do

        
foreach
 
s
 
in
 
Block_s
 
do

          
if
 
r
.
a
 
θ
 
s
.
a
 
do

            
⇒
 
Ausgabe
 
von
 
(
r
,
s
)

          
endif

        
end
 
foreach

      
end
 
foreach

    
end
 
foreach

  
end
 
foreach

```

### Bewertung
Wie für den Nested Loop Join ist die Komplexität {\displaystyle {\mathcal {O}}(|R|\cdot |S|)}.
Die Anzahl der zu lesenden Blöcke ist im Worst Case {\displaystyle b_{r}\cdot b_{s}+b_{r}}, im Best Case {\displaystyle b_{s}+b_{r}}.

### Varianten
Passen beide Relationen nicht in den Hauptspeicher, so werden aus der äußeren Relation jeweils so viele Blöcke wie möglich in den Hauptspeicher geladen. Dies reduziert die Anzahl der Blockzugriffe auf die innere Relation.

## Sort-Merge Join
Beide Relationen werden nach ihren Join-Attributen sortiert. Das Ergebnis kann dann mit einmaligem Scan durch beide sortierte Relationen berechnet werden.
Der Algorithmus eignet sich nur für Natural Join und Equi-Join.

### Pseudocode
Umsetzung von {\displaystyle R\bowtie _{R.a=S.a}S} in Pseudocode:
```
 p
r
 := erstes Tupel in R
 p
s
 := erstes Tupel in S
 while p
r
 ≠ endof
R
 and p
s
 ≠ endof
S
 do
   // Sammeln aller Tupel mit gleichen Joinattributen aus S
   M
s
 := Menge mit Inhalt p
s

   foreach t
s
 in S > p
s

     if t
s
.a = p
s
.a
       M
s
 += Menge mit Inhalt t
s

     elseif
       p
s
 := t
s

       break foreach
     endif
   end foreach
   // suche passendes Anfangstupel in R
   foreach t
r
 in R > p
r

     p
r
 = t
r

     if t
r
.a ≥ t
s
.a
       break foreach
     endif
   end foreach
   // Tupel ausgeben
   foreach t
r
 in R > p
r

     if t
r
.a > t
s
.a
       break foreach
     endif
     foreach t
s
 in M
s

       ⇒ Ausgabe von (t
r
,t
s
)
     end foreach
     p
r
 = t
r

   end foreach
 end while
```

### Bewertung
Die Anzahl der Blockzugriffe für die Sortierung von {\displaystyle {\mathit {S}}} ist im schlechtesten Fall (Worst Case) {\displaystyle b_{s}\cdot \left(2\cdot \log \left({\frac {b_{s}}{b_{free}}}\right)\right)+b_{s}}, analog für {\displaystyle {\mathit {R}}}.

### Varianten
Falls Indizes existieren, können diese für das Abrufen der sortierten Join-Attribute verwendet werden. Beim Auslesen der Tupel kann die Zufallsverteilung im Worst Case zu {\displaystyle |S|+|R|} Blockzugriffen führen.
Beim Hybrid Merge-Join wird deshalb eine Relation {\displaystyle {\mathit {S}}} sortiert. Danach wird diese über den Index mit den Tupeladressen der anderen Relation {\displaystyle {\mathit {R}}} gemergt. Die Ergebnismenge wird nach den Tupeladressen sortiert und die Tupel aus {\displaystyle {\mathit {R}}} damit mit möglichst wenigen Blockzugriffen dazugelesen.

## Hash-Join (Simple-Hash)
Die erste Relation erzeugt mit den Join-Attributen eine Hashtabelle.
Die Join-Attribute der zweiten Relation werden ebenfalls gehasht. Zeigt der Wert auf ein nicht leeres Bucket in der Hashtabelle, wird das Bucket mit dem aktuellen Tupel verglichen.
Die Hashtabelle wird im Allgemeinen für die kleinere Relation angelegt. Der Hash Join ist nur für Equi-Joins geeignet.

### Pseudocode
{\displaystyle R\bowtie _{R.a=S.b}S}
```
Für alle
 Elemente s aus S 
wiederhole

    Hashe über den Join Attributen s(b);
    Trage Tupel entsprechend den Werten in Hashtabelle ein

end

Für alle
 Elemente r aus R 
wiederhole

    Hashe über den Join Attributen r(a);
    
if
 r auf nicht-leeres Bucket hashed
        
if
 r 

  

    

      

        
θ

      

    

    
{\displaystyle \theta }

  

 s
            speichere r 

  

    

      

        
∙

      

    

    
{\displaystyle \bullet }

  

 s in Ergebnismenge
        
end

    
end

end
```

### Bewertung
Die durchschnittliche Laufzeit des Hash-Joins beträgt: {\displaystyle {\mathcal {O}}(n+m)}

### Varianten

#### Hash-Partioned-Join
Die Relationen {\displaystyle {\mathit {R}}} und {\displaystyle {\mathit {S}}} werden mit einer gleich- und zufällig verteilenden Hashfunktion in {\displaystyle n_{h}} disjunkte Partitionen {\displaystyle H_{s_{0}}} bis {\displaystyle H_{s_{n_{h}}}} (analog für R) zerlegt. Dabei fallen die Tupel der beiden Relationen in die gleichen Buckets, wenn die Wertebereiche ähnlich sind. 
Es müssen dadurch nur die Partitionen {\displaystyle H_{s_{i}}} und {\displaystyle H_{r_{i}}} verglichen werden, da sie die Tupel mit den gleichen Join-Attributen enthalten. Der Algorithmus eignet sich nur für Natural Join und Equi-Join.

#### Implementierungen des Hash-Partioned-Join
- GRACE Hash Join
- Hybrid Hash Join
- Hashed Loops Join

## Parallel-Join
Parallelisierte Algorithmen verteilen die Arbeit an einem Join auf mehrere Prozessoren oder Rechner. Sie werden in Paralleldatenbanken oder in arbeitsverteilenden Frameworks wie MapReduce, Dryad und Hadoop angewandt.
Auf den einzelnen Prozessoren kann ein beliebiger Join-Algorithmus laufen.

### Fragment-and-Replicate Join
Eine Erweiterung des Partitioned Join für θ-Joins: die Elemente des Kreuzprodukt der Partitionspaare  {\displaystyle H_{r_{i}}} und {\displaystyle H_{s_{i}}} wird an jeweils einen Prozessor übergeben. Durch die Replikation steigt der Datentransfer stark an.